# Metszővarrat

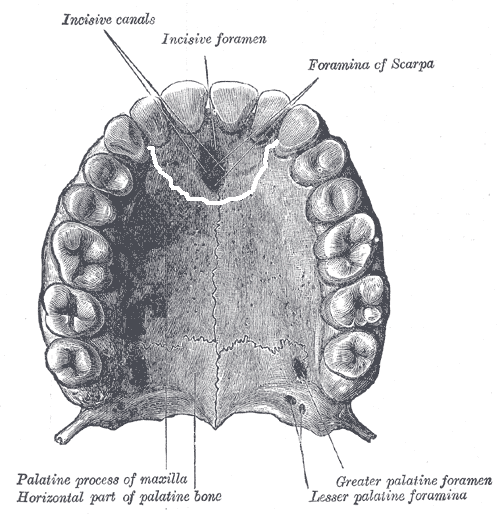
A szájpad (a fehér vonal jelzi a varrat általános megjelenési helyét)

A metszővarrat (sutura incisiva) egy rendellenes koponyavarrat a felső állcsont (maxilla) belső részén. A két szemfog és a két vésőfog kerül a varráson belülre. Ez a varrat választja el a szintén rendellenes csontot az os incisivumot a felső állcsonttól.